# 진주종합경기장
진주종합경기장(晋州綜合競技場, Jinju Stadium)은 대한민국 경상남도 진주시에 있는 스포츠 시설이다. 천연잔디 필드와 몬도트랙이 갖춰진 다목적 경기장으로, 축구와 육상 경기가 가능하다. 아직 철거되지 않았지만 1968년에 개장하여 노후화된 진주시 신안동의 진주공설운동장을 대체하기 위해 207,969 m2 규모로 지어졌다. 2010년 8월 21일 주경기장에서 개장 기념으로 경남 FC와 전남 드래곤즈의 K리그 경기가 개최되었다. 같은 해 10월에는 제91회 전국체육대회가 열렸다.
주경기장은 국제공인 1종 종합운동장으로 지하 1층, 지상 3층, 최고 높이 45.1ｍ이며, 주경기장 이외에 관람석 550석 규모의 보조 경기장과 인라인 경기장(550석)을 갖추고 있다. 그밖에 테니스, 배드민턴, 게이트볼, 농구, 풋살 등 생활체육 시설도 있다 도민구단인 경남 FC는 매년 한두 차례씩 진주에 K리그 경기를 유치하고 있다.

## 참고 문헌
- 〈진주종합경기장〉. 《두피디아》. 두산.
- 《전국 공공체육 시설 현황 (2017년말 기준)》. 대한민국 문화체육관광부. 2019.
- 《2023 전국 공공체육시설 현황 (2022년 12월말 기준)》. 대한민국 문화체육관광부. 2024.